# Quan Chi
Quan Chi è un personaggio della serie di videogiochi Mortal Kombat. È uno dei quattro antagonisti principali della serie (insieme a Shao Kahn, Shang Tsung e Shinnok).

## Storia

### Prima linea temporale
Quan Chi è un potente stregone originario del Netherrealm. Un giorno, venuto a sapere che il dio anziano Shinnok è stato esiliato nell'ultimo girone del Netherrealm decide di riportarlo in vita e così assume il ninja Sub-Zero per trovare l'amuleto che lo riporterà nel Netherrealm. Sub-Zero, senza saperlo, ritrova il medaglione e lo consegna a Quan Chi. Quan Chi libera Shinnok dalla prigionia, ma verrà poi sconfitto da Sub-Zero e Sareena.
In seguito, Shinnok, libero dalla prigionia divenne il signore del Netherrealm e fece di Quan Chi il suo braccio destro. Stanco di governare un luogo orrido, Shinnok dichiarò guerra alla Terra. Quan Chi venne fatto generale delle armate ed inoltre, il mago assunse Scorpion come generale in seconda. Scorpion accettò solo perché Quan Chi gli aveva promesso la sua vita in cambio dei servigi. Shinnok, tuttavia, fu respinto, e Quan Chi dovette pagare il suo debito. Il mago si rifiutò di dare la sua vita a Scorpion ed anzi, gli confessò che era stato lui ad uccidere la sua famiglia. Dopo uno scontro, Quan Chi arrivò molto vicino a cacciare Scorpion nell'ultimo girone del Netherrealm, ma Scorpion all'ultimo momento lo afferrò e lo portò con sé. Quan Chi venne inseguito da Scorpion per tutto l'inferno, ma alla fine trovò un portale che lo portò ad Outworld, riuscendo a fuggire da Scorpion. Qui, Chi trovò l'armata del defunto Dragon King, il primo imperatore di Outworld. Con la decisione di riportarlo in vita e governare i reami, egli si associa a Shang Tsung ed uccide Shao Kahn e Liu Kang, gli unici due esseri capaci di ucciderli. Quan Chi poi, porta Tsung al portale delle anime, dal quale il mago potrà attingere da tutte le anime che vorrà per resuscitare l'esercito. Intanto, i guerrieri della Terra, muovono un attacco contro il palazzo di Shang Tsung, dove però arriva vivo solo Raiden (gli altri guerrieri vengono uccisi sulla via) e l'Alleanza Mortale riesce a soggiogare anche il Dio del Tuono. Quan Chi poi si sbarazza anche di Shang Tsung, e grazie all'amuleto del Dragone, con il quale può comandare l'esercito del Dragon King. Tuttavia, in quel momento sopraggiunge il Dragon King Onaga, che riesce a resistere prima agli attacchi di Quan Chi, poi anche a quelli di Tsung ed infine a quelli di Raiden. Quest'ultimo, capendo che non c'è più nulla da fare, si fa esplodere uccidendo se stesso ed anche Quan Chi e Shang Tsung. Il suicidio del Dio del Tuono è però vano, poiché l'esplosione quasi non scalfisce neppure Onaga.
Quan Chi ricompare in Mortal Kombat: Armageddon dove si unisce all'alleanza del male tra Shao Kahn, Shang Tsung ed Onaga per contrastare il bene. Nel suo finale, Quan Chi uccide Blaze ed ottiene un potere grandissimo. Tenta di sconfiggere gli Elder Gods, ma non ci riesce, e viene quindi trasformato in un Kamidogu e rimandato indietro nel tempo, dove Quan Chi lo avrebbe poi trovato.
In Mortal Kombat vs DC Universe non è disponibile tra i personaggi giocabili a causa della bancarotta della Midway, ma nonostante ciò, ha un ruolo importante nella storia: infatti, per dimostrare la sua onestà, con le sue poche energie rimaste libera Kitana dalla sua rabbia. Suggerisce inoltre ai guerrieri dell'universo MK di unire le loro forze per contrastare gli invasori dell'universo DC.

### Seconda linea temporale
Nella nuova timeline di Mortal Kombat IX, lo stregone Quan-Chi appare già nel primo torneo dove partecipa insieme a Scorpion. Interviene durante lo scontro di quest'ultimo contro Sub-Zero per spingerlo ad ucciderlo facendo leva sulla sua rabbia, vanificando il tentativo di Raiden di modificare gli eventi. Sia Quan-Chi che Scorpion vengono sconfitti da Liu Kang nelle fasi finali. Parteciperà al secondo torneo a servizio di Shao Khan dove combatterà insieme a Shang Tsung contro Kung Lao. Dopo la morte di Shang Tsung prenderà il suo posto come stregone e insieme a Noob Saibot preparerà l'incantesimo che convoglierà tutte le anime della terra nel Outworld, fallendo per l'intervento dei guerrieri della Terra. Quando Shao Kahn viene sconfitto da Raiden, Quan Chi viene visto raccogliere il suo elmo e parlare con un ologramma di Shinnok riguardo ad un'imminente invasione della Terra.
Ricompare in Mortal Kombat X ancora al servizio di Shinnok. Qui guida quelli che un tempo erano i guerrieri della Terra, ora divenuti revenant al servizio del Dio Anziano, per permettere al suo padrone di contaminare il Jinsei, la forza vitale del Regno della Terra. Dopo la sconfitta di Shinnok per mano di Johnny Cage, Quan Chi fugge. Viene poi inseguito da Raiden, Sonya e Cage, venendo poi sconfitto dalla donna che, con l'aiuto di Raiden, libera Jax, Scorpion e Sub-Zero dall'influsso dello stregone, riportandoli in vita. 
25 anni dopo, ricompare, indebolito in quanto non più sostenuto dal potere di Shinnok, ora prigioniero del proprio amuleto, Quan Chi complotta con D'vorah, primo ministro del nuovo imperatore dell'Outworld Kotal Khan, per ottenere l'amuleto e liberare il suo antico padrone. Tuttavia viene sconfitto da Jax e arrestato dalle forze speciali di Sonya. Viene poi liberato da Hanzo Hasahi, venuto a sapere che anni fa è stato proprio Quan Chi, assoldato dal clan Lin Kuei, a sterminare il suo clan e ad assassinare la sua famiglia. Viene quindi costretto ad uno scontro. Proprio in quel momento, però, Quan Chi ottiene l'amuleto di Shinnok da D'vorah e riesce a completare il rituale un attimo prima che Hanzo lo decapiti. Subito dopo la morte di Quan Chi Shinnok ritorna libero, pronto a conquistare il Regno della Terra. Come se non bastasse con la morte dello stregone, muore anche la possibilità di utilizzare il suo potere per liberare il resto dei guerrieri vittime della maledizione dei revenant.

### Terza linea temporale
Dopo gli eventi di Mortal Kombat 11, Liu Kang stravolge la linea temporale e toglie qualsiasi tipo di potere a Quan Chi, condannandolo a morire di fame in miniera. Ma lo Shang Tsung della linea temporale parallela, travestito da Kronika, gli riconferisce i poteri per i propri scopi. Quan Chi entrerà dunque nelle grazie dell'imperatrice Sindel lavorando però insieme allo Shang Tsung della linea temporale di Liu Kang per conquistare i regni, facendosi vari alleati e creando anche Ermac dalle anime dei morti. Dopo aver scoperto l'inganno, passa dalla parte di Liu Kang e viene ucciso dal suo alter ego titano nello scontro finale.

## Curiosità
- Quan Chi è un personaggio unico nella serie: diversamente dagli altri personaggi il suo debutto non avviene in un videogioco, ma nella serie animata Mortal Kombat: Defenders of the Realm del 1996. Dopo aver ottenuto un certo successo tra i fan, Midway decise di inserirlo anche nei giochi a partire dall'anno successivo Mortal Kombat Mythologies: Sub-Zero e sempre lo stesso anno è un personaggio giocabile Mortal Kombat 4.

## Apparizioni
- Mortal Kombat Mythologies: Sub-Zero
- Mortal Kombat 4
- Mortal Kombat Gold
- Mortal Kombat: Deadly Alliance
- Mortal Kombat: Tournament Edition
- Mortal Kombat: Deception (cameo)
- Mortal Kombat: Unchained (tramite un codice)
- Mortal Kombat: Armageddon
- Mortal Kombat: Shaolin Monks (cameo)
- Mortal Kombat vs DC Universe (cameo)
- Mortal Kombat (2011)
- Mortal Kombat X
- Mortal Kombat 11 (cameo)
- Mortal Kombat 1 (DLC)